# 真実の扉
「真実の扉」（しんじつのとびら）は、石田燿子の楽曲。2003年2月26日に石田の9枚目のシングルとしてパイオニアLDCから発売された。

## 概要
前作『言えないから』以来、約3か月半ぶりとなるシングル。
表題曲は、テレビアニメ『ガンパレード・マーチ 〜新たなる行軍歌〜』のオープニングテーマに起用された。
カップリング曲は原田真純による楽曲で、同アニメのエンディングテーマに起用された。
石田の1枚目のオリジナルアルバム『sweets』と同時発売となっており、そちらは表題曲の別アレンジ・バージョンが収録されている。
カップリング曲はアルバム未収録となっている。

## チャート成績
初週2,103枚を売り上げ、2003年3月10日付オリコン週間シングルランキングで初登場73位を獲得。チャート登場回数は5回。累計4,770枚のセールスを記録した。

## シングル収録内容
| #         | タイトル                             | 作詞         | 作曲・編曲 | 歌        | 時間  |
| --------- | ------------------------------------ | ------------ | ---------- | --------- | ----- |
| 1.        | 「真実の扉」                         | こさかなおみ | 川井憲次   | 石田燿子  | 4:33  |
| 2.        | 「闇を越えて」                       | うらん       | 大久保薫   | 原田真純  | 5:18  |
| 3.        | 「真実の扉」(オリジナル・カラオケ)   |              |            |           | 4:33  |
| 4.        | 「闇を越えて」(オリジナル・カラオケ) |              |            |           | 5:14  |
| 合計時間: | 合計時間:                            | 合計時間:    | 合計時間:  | 合計時間: | 19:38 |